# Scrancia discomma
Scrancia discomma är en fjärilsart som beskrevs av Jordan 1916. Scrancia discomma ingår i släktet Scrancia och familjen tandspinnare. Inga underarter finns listade.